# Фишер, Отто (футболист)
О́тто Фи́шер (нем. Otto Fischer; 1 января 1901, Вена — июль 1941, Лиепая) — австрийский футболист еврейского происхождения, нападающий национальной сборной Австрии, позднее тренер.

## Биография

### Карьера игрока
Свою футбольную карьеру Отто Фишер начинал в венском клубе «Герта», где впервые сыграл в чемпионате Австрии. В 1921 году он присоединился к немецкому клубу «Карлсбад» из Карловых Вар и выступал за него два года. Впоследствии он вернулся в Вену и стал играть за местный «Фёрст».
После трёх сезонов в «Фёрсте», Отто Фишер перешёл в еврейский клуб «Хакоах», который весной 1926 года растерял всех своих лучших игроков в североамериканском турне. Весной 1927 года Отто Фишер с клубом отправился во второе североамериканское турне «Хакоаха». В начале 1928 года он присоединился к другому венскому клубу — «Ваккер», но полученная вскоре[уточнить] травма колена заставила Отто Фишера завершить его карьеру футболиста.

### Карьера в сборной
Впервые за сборную Австрии Отто Фишер сыграл 23 сентября 1923 года в Будапеште против сборной Венгрии (0:2). Но так как тогда в сборной на позиции левого вингера в основном играли Густав Визер и Фердинанд Везели, то вплоть до 1925 года Отто Фишер более не вызывался в сборную. Свой последний матч в составе сборной Австрии Отто Фишер провёл 28 октября 1928 года против сборной Швейцарии (2:0) в рамках розыгрыша Кубка Центральной Европы.

### Оккупация Латвии и гибель
10 июня 1941 года Фишер женился на своей партнерше, латвийской еврейке Анне Лемкиной, родом из под Лиепаи. После оккупации Латвии нацистской Германией Фишер был арестован. Согласно большинству источников он был убит в одном из массовых расстрелов в июле 1941 года. Его жена также погибла.

## Достижения

### В качестве игрока
«Фёрст»
- Серебряный призёр чемпионата Австрии: 1923/24, 1925/26.
- Бронзовый призёр чемпионата Австрии: 1924/25.
- Финалист Кубка Австрии: 1924/25, 1925/26.

### В качестве тренера
«Олимпия»
- Чемпион Латвии (3): 1936, 1937/38, 1938/39
- Серебряный призёр чемпионата Латвии: 1939/40
- Финалист Кубка Латвии: 1939

## Статистика
| Матчи Фишера за сборную Австрии | Матчи Фишера за сборную Австрии | Матчи Фишера за сборную Австрии | Матчи Фишера за сборную Австрии | Матчи Фишера за сборную Австрии | Матчи Фишера за сборную Австрии | Матчи Фишера за сборную Австрии |
| ------------------------------- | ------------------------------- | ------------------------------- | ------------------------------- | ------------------------------- | ------------------------------- | ------------------------------- |
| №                               | Дата                            | Город                           | Оппонент                        | Счёт                            | Голы Фишера                     | Соревнование                    |
| 1                               | 23 сентября 1923                | Будапешт                        | Венгрия                         | 0:2                             | —                               | Товарищеский матч               |
| 2                               | 19 апреля 1925                  | Париж                           | Франция                         | 4:0                             | —                               | Товарищеский матч               |
| 3                               | 5 мая 1925                      | Вена                            | Венгрия                         | 3:1                             | —                               | Товарищеский матч               |
| 4                               | 24 мая 1925                     | Прага                           | Чехословакия                    | 1:3                             | —                               | Товарищеский матч               |
| 5                               | 13 декабря 1925                 | Льеж                            | Бельгия                         | 4:3                             | —                               | Товарищеский матч               |
| 6                               | 14 марта 1926                   | Вена                            | Чехословакия                    | 2:0                             | —                               | Товарищеский матч               |
| 7                               | 28 октября 1928                 | Вена                            | Швейцария                       | 2:0                             | —                               | Кубок Центральной Европы        |

Итого: 7 матчей / 0 голов; 5 побед, 2 поражения.